# حزب سومکا
سومْکا که کوتاه شدهٔ «سوسیالیست ملّی کارگران ایران» است، حزبی با ایدئولوژی نازیسم و ناسیونالیسم بود که بعد از جنگ جهانی دوم در ایران پایه‌گذاری شد. رهبر این حزب داوود منشی‌زاده بود. وی و چند تن از سران این حزب تا پیش از شکست آلمان نازی عضو حزب ناسیونال سوسیالیست کارگران آلمان بودند؛ امّا پس از شکست آلمان به ایران بازگشتند و حزب سومکا را بنیان‌گذاری کردند. حزب سومکا به‌جز تهران در شهرهای اهواز، تبریز و چند شهر دیگر شعبه داشت.

## بنیان‌گذاری
حزب سوسیالیست ملّی کارگران ایران (سومکا) در اواسط دهه ۱۳۱۰ توسط محسن جهانسوز تأسیس شد و هدف اصلی‌اش ترویج و گسترش اندیشه‌های حزب نازی آلمان مبنی بر برتری نژاد آریایی بود. بنیان‌گذار سومکا، محسن‌میرزا جهانسوز فرزند یکی از اشراف خاندان قاجار بود که در سال ۱۲۹۳ در کرمانشاه متولد شد و پس از پایان تحصیلات متوسطه در رشته حقوق تحصیل کرد و نهایتاً به ارتش پیوست. دورهٔ تحصیل جهانسوز مصادف با اوج تبلیغات حزب نازی آلمان در ایران بود. نازی‌ها با فرستادن مشاوران و استخدام معلّمان آلمانی در مکاتب ایران، در بخش معارف دولت پهلوی نفوذ کرده بودند و موفق شدند تا بسیاری از معلّمان و استادان و تحصیل‌کردگان ایرانی را با ایدئولوژی خود همراه کنند. محسن جهانسوز در این فضای آموزشی رشد کرد و در دوران تحصیل شدیداً به نازیسم و هیتلر علاقه پیدا کرد و گروهی را برای ترویج عقاید خود تشکیل داد که این گروه هستهٔ اوّلیهٔ حزب سومکا بود. با این حال، در سال ۱۳۱۸ محسن جهانسوز دستگیر و به اتهام توطئه علیه سلطنت اعدام شد. اتهام اصلی وی جاسوسی برای دولت‌های بیگانه بود و پس از اعدام محبوبیت فراوانی در میان ناسیونالیست‌ها پیدا کرد؛ چرا که معروف شده بود که او در هنگام اعدام، فریاد «زنده باد ایران» سر می‌داده و هیچ‌گاه از عقاید خود عقب‌نشینی نکرده است.
اگرچه اعدام محسن جهانسوز باعث تضعیف حزب سومکا شد ولی این حزب در سال‌های پایانی دهه سی دوباره توسط داوود منشی‌زاده احیا گشت.
عدّه‌ای از تحصیل‌کردگان ایرانی در آلمان که در رأسشان منوچهر مکری قرار داشت، جمع شده بودند و به تقلید از آلمان‌ها حزب سومکا را ساخته بودند. چون هیچ‌کدام از آنان جذابیت لازم را برای گردآوری مردم نداشتند، از همکلاسی پیشینشان در آلمان به نام داوود منشی‌زاده که در آن هنگام در دانشگاه اسکندریه درس می‌داد، دعوت کردند که به ایران بیاید و رهبر این حزب شود.
داوود منشی‌زاده استاد ادبیات دانشگاه لودویگ ماکسیمیلیان مونیخ بود. وی همچنین به دلیل همکاری با نیروهای اس‌اس در نبرد برلین زخمی شد. داوود منشی‌زاده عامل مؤثری در ارتباط بین آلمان نازی و ایران بود. حزب سومکا علاوه‌بر عضوگیری از دانشگاه‌های ایران دوام زیادی نداشت.
گروه به‌طور عمده از ملی‌گرایان تشکیل شده بود ولی بسیاری از رفتارهای اعضای حزب از حزب ملی سوسیالیست کارگران آلمان برگرفته شده بود، مانند سلام به سبک حزب نازی. نشان سواستیکا و رنگ‌های سیاه و سفید به عنوان رنگ‌ها و نشان حزب برگزیده شده بودند، با این حال اعضای حزب به شاه نیز احترام می‌گذاشتند. با این تفاوت که به‌جای سواستیکا نازیسم، نماد فر کیانی ایران باستان در وسط آن نقش بسته است. حزب آریا شاخه‌ای از حزب سومکا بود.

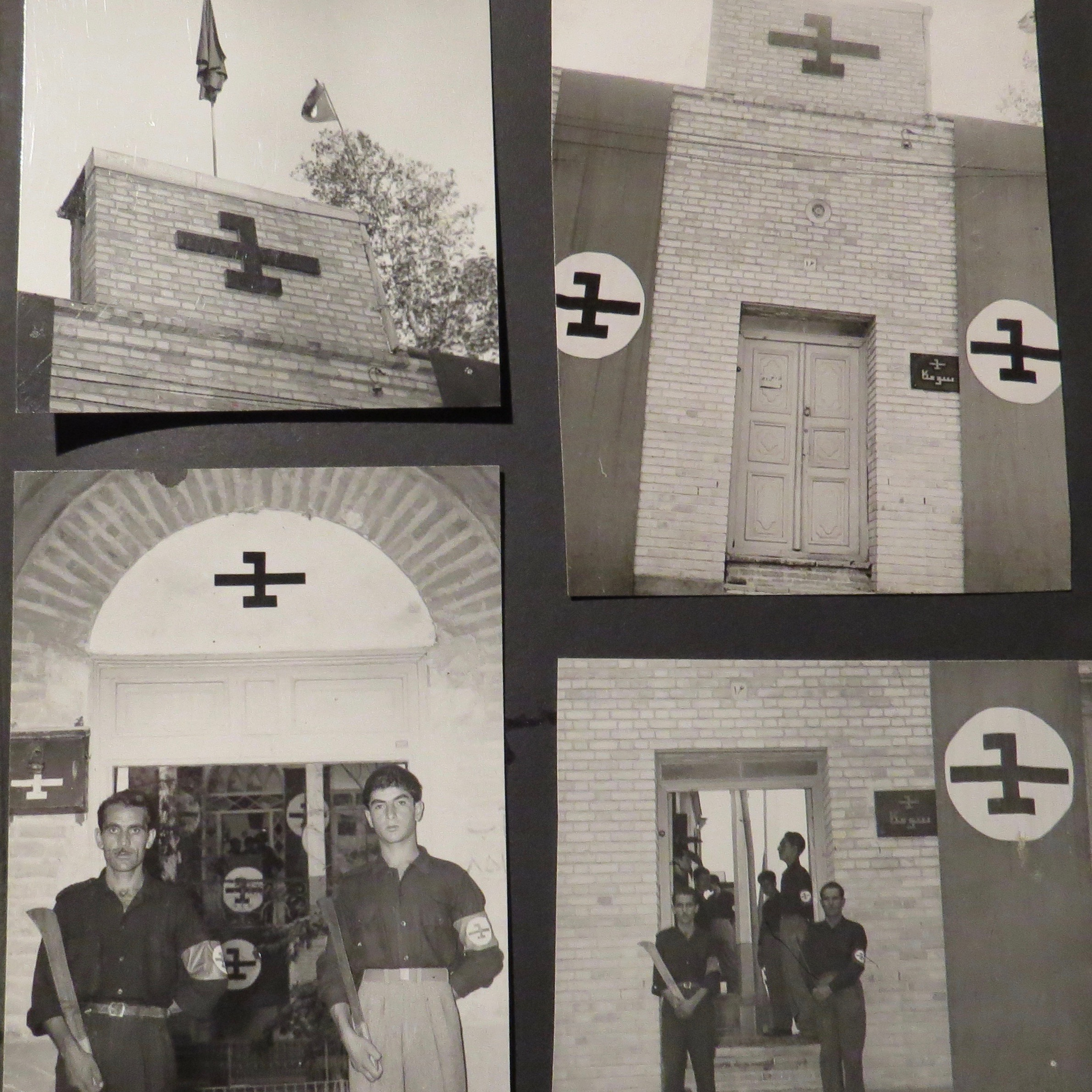
مقر حزب واقع در خیابان خانقاه تهران

روزنامهٔ رسمی حزب سومکا در دهه ۱۳۴۰ خورشیدی

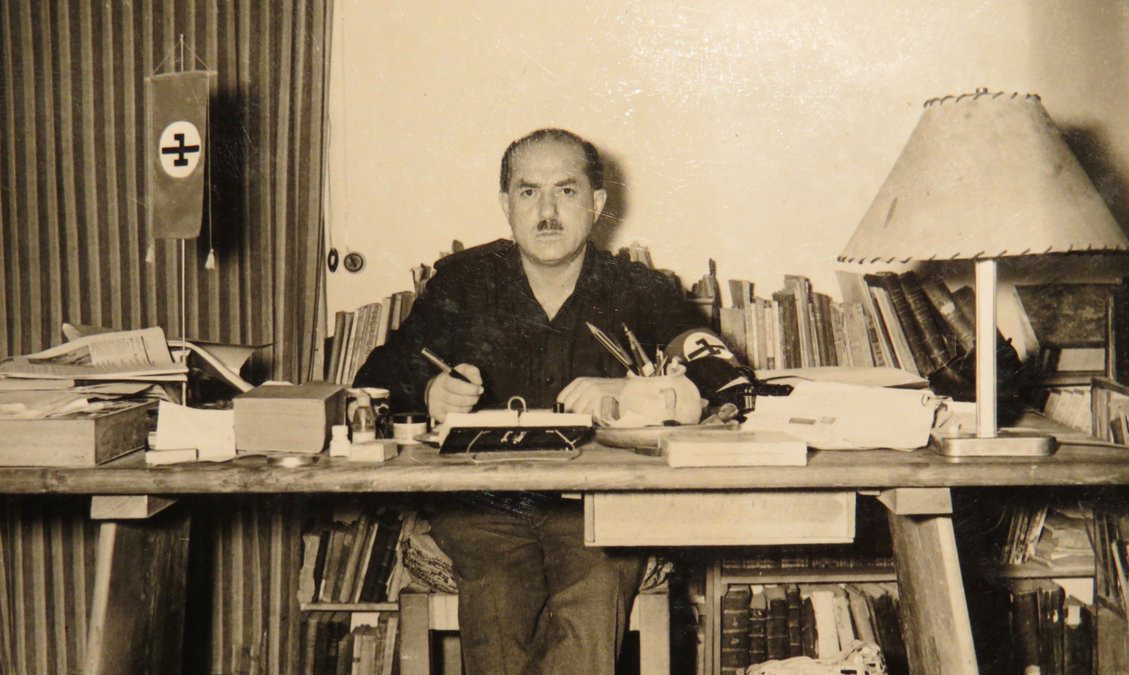
داوود منشی‌زاده، رهبر حزب سومکا

یونیفرم اعضای حزب پیراهن سیاه بود. آنان عقابی برنزی را به سینه می‌زدند و بازوبندی نیز که شکل عقاب داشت، به بازو می‌بستند. این عقاب طرح ساده‌ای داشت؛ بال‌هایش را راست گشوده بود و خودش راست ایستاده بود و به شکلی شبیه علامت فروهر ساده شده بود. منشی‌زاده طراح این آرم بود. اعضای آن مشابه نازی‌های اس‌اس با یونیفرم‌های سیاه و قهوه‌ای وارد خیابان می‌شدند.
دلیل تشکیل حزب سومکا همچنان مورد بحث است. از نظر برخی افراد دلیل اصلی تشکیل حزب، مبارزه با متفقین سابق در چارچوب نهضت، به‌دست گرفتن قدرت و تشکیل جمهوری در ایران بود. از دیدگاه گروهی دیگر، هدف اصلی تشکیل این حزب مبارزه با حزب توده بود و در اصل، به صورت غیرمستقیم، توسط خود دربار ایجاد شده بود.

## ایدئولوژی
ایدئولوژی سومکا بر اساس همان شعارهای نازی‌ها بود. حزب در ایران و در مرحلهٔ اوّل، علیه متفقین اشغالگر فعالیت می‌کرد ولی هدف اصلی حزب ضدیت با ایدئولوژی کمونیسم و بها دادن به ارزش‌های پارسی باستان بود. سرانجام این حزب در برابر دودمان پهلوی ایستاد و رهبرش به بیرون از کشور رفت. پس از آن، تغییری بنیادی در حزب صورت گرفت و اعضای باقی‌مانده به همراهی با نیروهای بهرام آریانا پرداختند و بر ضد نظام جمهوری اسلامی ایران فعالیت کردند. نفرت از اعراب و کمونیست‌ها و جذب روشنفکران از ویژگی‌های حزب سومکا بود. هارون یشایایی تهیه‌کننده سینمای ایران، در گفت‌وگو با «تاریخ ایرانی» بدون ذکر جزئیات دقیق، مدّعی اقدامات ضدیهودی افراد این حزب نظیر شعار دادن در جلوی مدرسهٔ یهودی‌ها و ایجاد رعب و وحشت در بین جوانان یهودی شده است. با این حال، داریوش همایون یکی از رهبران و عضو سابق این حزب اقدامات یهودستیزی سومکا را رد می‌کند:
حزب خیلی زیاد تحت تأثیر حزب ناسیونال سوسیالیست آلمان بود ولی طبعاً فاقد زیاده‌روی‌هایی که در مورد یهودیان وجود داشت و ما برعکس، به سبب سنتی که ایرانیان با یهودیان داشتند از دورهٔ کوروش، نمی‌توانستیم ضدیهودی به آن صورت باشیم ولی از نظر تأکیدی که در ملیت و بر ناسیونالیسم و بر نژاد آریایی ایران می‌کردیم، بی‌شباهت به ناسیونال-سوسیالیست‌ها نبودیم.
داوود منشی‌زاده رهبر حزب نیز از داشتن روابط صحیح با دولت اسرائیل در کتاب خود دفاع کرده است.
داریوش همایون دربارهٔ جهان‌بینی حزب گفته است:
حزبی بود که از یک جهان‌بینی بسیار شدید ناسیونالیستی و نژادی، طرفداری می‌کرد. البته نژادی نه باز به این معنی که نژاد سیاه یا قهوه‌ای را نژاد مادون بداند ولی روی آریایی بودن نژاد ایران خیلی تکیه می‌کرد، به عنوان یکی از مایه‌های غرور ملّی؛ چون معتقد بود که ایرانیان فاقد غرور ملّی هستند و به این دلیل تحت تأثیر خارجی‌ها قرار می‌گیرند. به این دلیل ایدئولوژی کمونیستی در آن‌ها رخنه پیدا کرده و به همین دلیل از تسلط شوروی یا انگلستان بر کشور خودشان چندان نگران و ناراحت نیستند…

## اقدامات و عملکرد
هم‌زمانی تشکیل حزب سومکا در اوج جنبش ملّی شدن صنعت نفت فرصتی برای این حزب بود تا بتواند استراتژی خود را به پیش ببرد؛ امّا در این کار موفقیت چندانی نداشت، زیرا در آن زمان حزب توده و جبهه ملّی نفوذ زیادی به‌ویژه در میان کارگران صنعت نفت داشتند و این رقابت را برای حزب سومکا سخت می‌کرد. از طرفی جامعهٔ چند فرهنگی ایران شرایط را برای مطرح کردن ایدئولوژی‌ای مبتنی بر برتری نژادی مشکل می‌کرد. تظاهرات و ضد تظاهراتی که طرفداران حزب سومکا به راه می‌انداختند، غالباً منتهی به نزاع‌های خونبار و سرکوب توسط پلیس و نیروهای مسلح می‌شد ولی حکومت پهلوی برخوردی با آنان نمی‌کرد؛ چرا که این حزب را مانعی در برابر حزب توده و جبهه ملّی می‌دانست.
مهم‌ترین تأثیر این حزب شاید این بود که در جاهای نسبتاً زیادی حزب توده را از صحنه بیرون کرد یا در مقابل حزب توده به‌طور مؤثری ایستادگی کرد. البته وقتی در پایان دورهٔ مصدق کار به تظاهرات دسته‌جمعی رسید، حزب توده برتری خودش را بر خیابان‌های تهران، هم به حزب سومکا و هم به جبهه ملّی و امثال آن نشان داد و توانست جماعت بسیار بزرگ‌تری را تجهیز کند و به خیابان‌ها بیاورد؛ ولی در مدارس و دانشگاه‌ها و در برخی از کارخانه‌ها، افراد وابسته به سومکا توانستند با حزب توده مبارزه و خلأ سیاسی آن سال‌ها را تا حدی پُر کنند و یکی از عواملی بودند برای پُر کردن خلأیی که در مقابل حزب توده وجود داشت. حزب توده در آن سال‌ها آن‌قدر نیرومند شده بود که بر خیابان‌ها، مدارس و کارخانه‌ها مسلط شده بود و هیچ چالش به اصطلاح جدی به آن نمی‌شد. حتی آن اواخر دیگر جبهه ملّی به‌هیچ‌وجه یارای مقابله با حزب توده را نداشت. حزب سومکا که حزب کوچکی بود ولی کوچکی‌اش را شور و هیجان افرادش تا حدی جبران می‌کرد، توانست تا سال ۱۳۳۱ با همکاری با بقیه عناصر جبهه ملّی این خلأ را تا حدودی پُر کند.

## انحلال
در اوج تعارضات مصدق و شاه ایران در مردادماه سال ۱۳۳۲، محمدرضا پهلوی تصمیم به خروج از ایران گرفت. داوود منشی‌زاده که به دستور دولت مصدق در زندان بود، مقالهٔ انتقادی تندی را بر ضد شاه به روزنامهٔ سومکا فرستاد که با نام خودش چاپ شد. او در این مقاله نوشته بود که شاه با خروج از ایران نشان داد که توانایی دفاع از ایران و تاج و تخت خودش را ندارد و دیگر نمی‌شود روی او حساب کرد و باید فکر دیگری کرد. با این حال، خروج شاه باعث برانگیخته شدن احساسات گروهی از مردم بر ضد مصدق شد و خود منشی‌زاده که آزاد شده بود، در روز ۲۸ مرداد با جیپی که اعضای حزب قبلاً از افراد حزب توده به غنیمت گرفته بودند، در شهر می‌چرخید و مرتب برای مردم بر ضد مصدق سخنرانی می‌کرد. با شکست مصدق و بازگشت شاه به ایران، منشی‌زاده موفق شد تا با شاه دیدار کند و تقاضای مسلح شدن حزب برای دفاع از سلطنت را مطرح کرد که از طرف شاه پذیرفته نشد. او خیلی زود در کودتای نافرجام سید محمدولی قرنی بر ضد شاه شرکت کرد. با شکست کودتا با توجه به سوابقش به او سختگیری نشد و فقط به وی دستور داده شد که ایران را ترک کند.

## نگارخانه
- افراد:[۱۸]

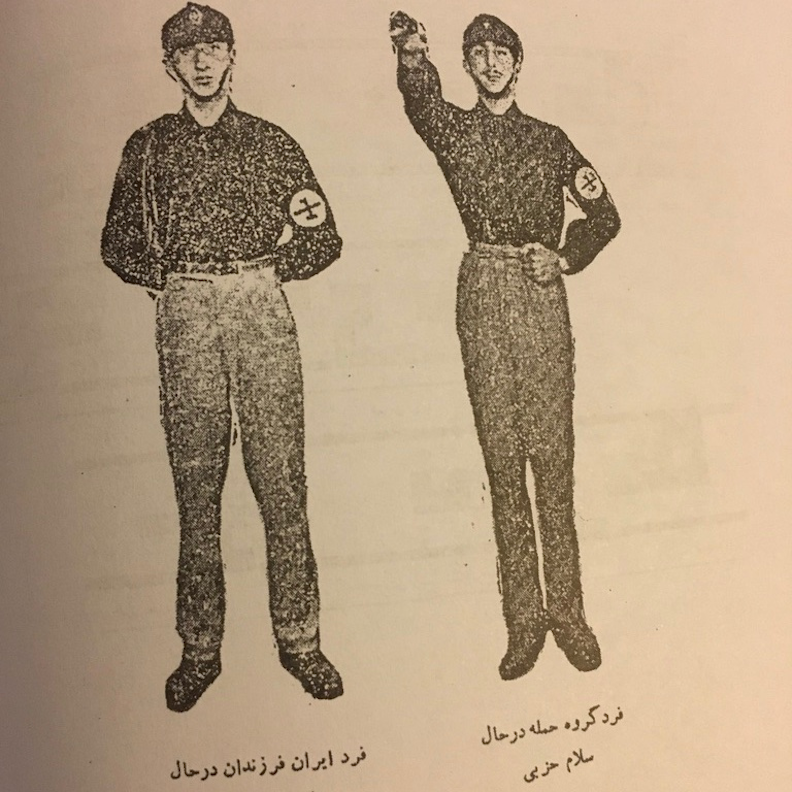
یک عضو ملبس به یونیفرم گروه حمله حزب سومکا در حال سلام حزبی
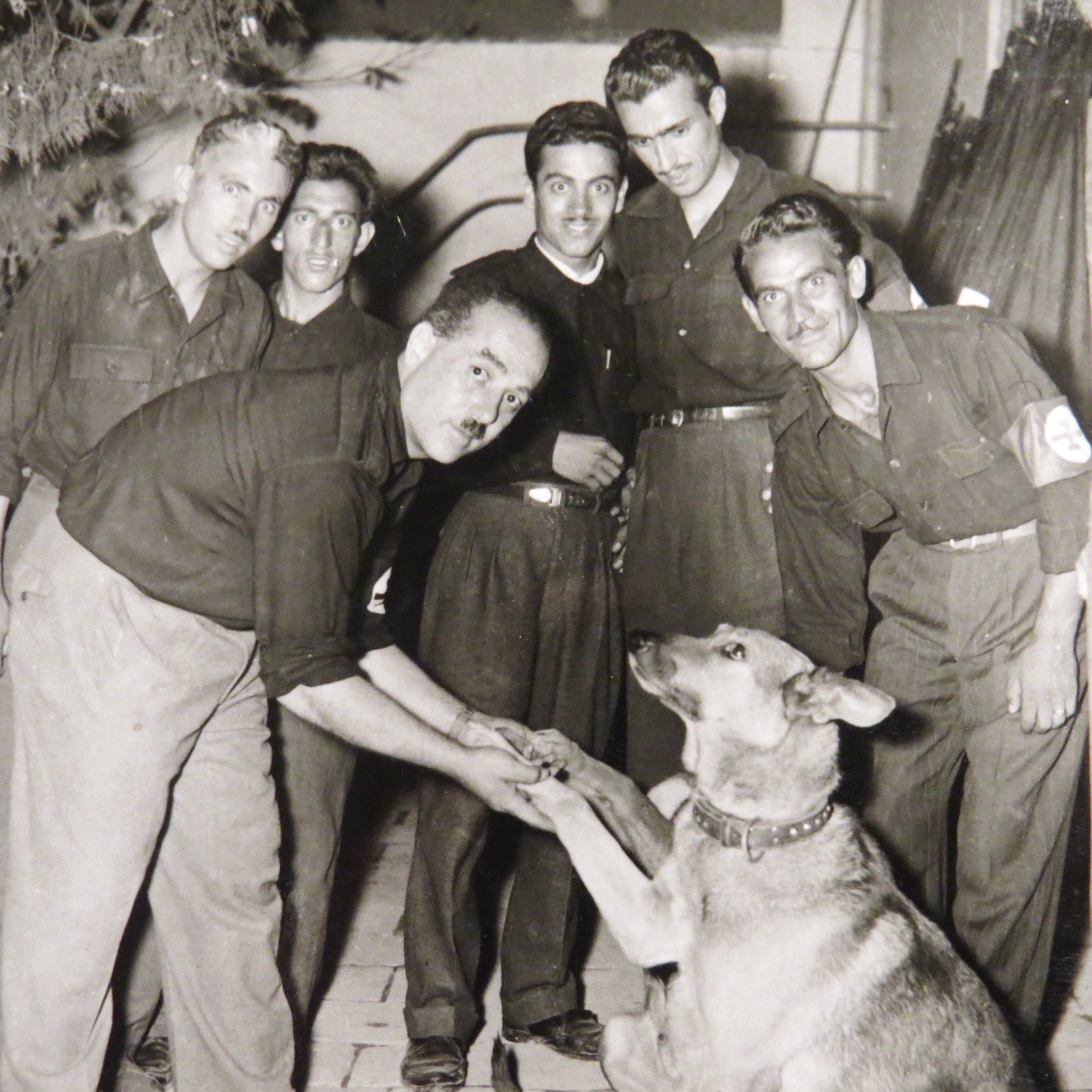
داوود منشی‌زاده در کنار شماری از اعضای حزب و سگی که شبیه بلوندی سگ هیتلر است.
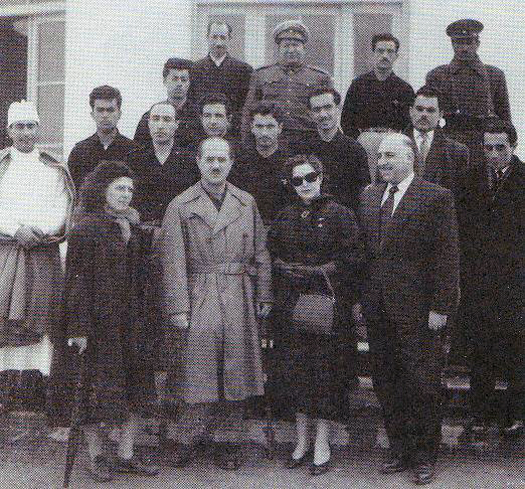
داوود منشی‌زاده در کنار شماری از  اعضای حزب سومکا
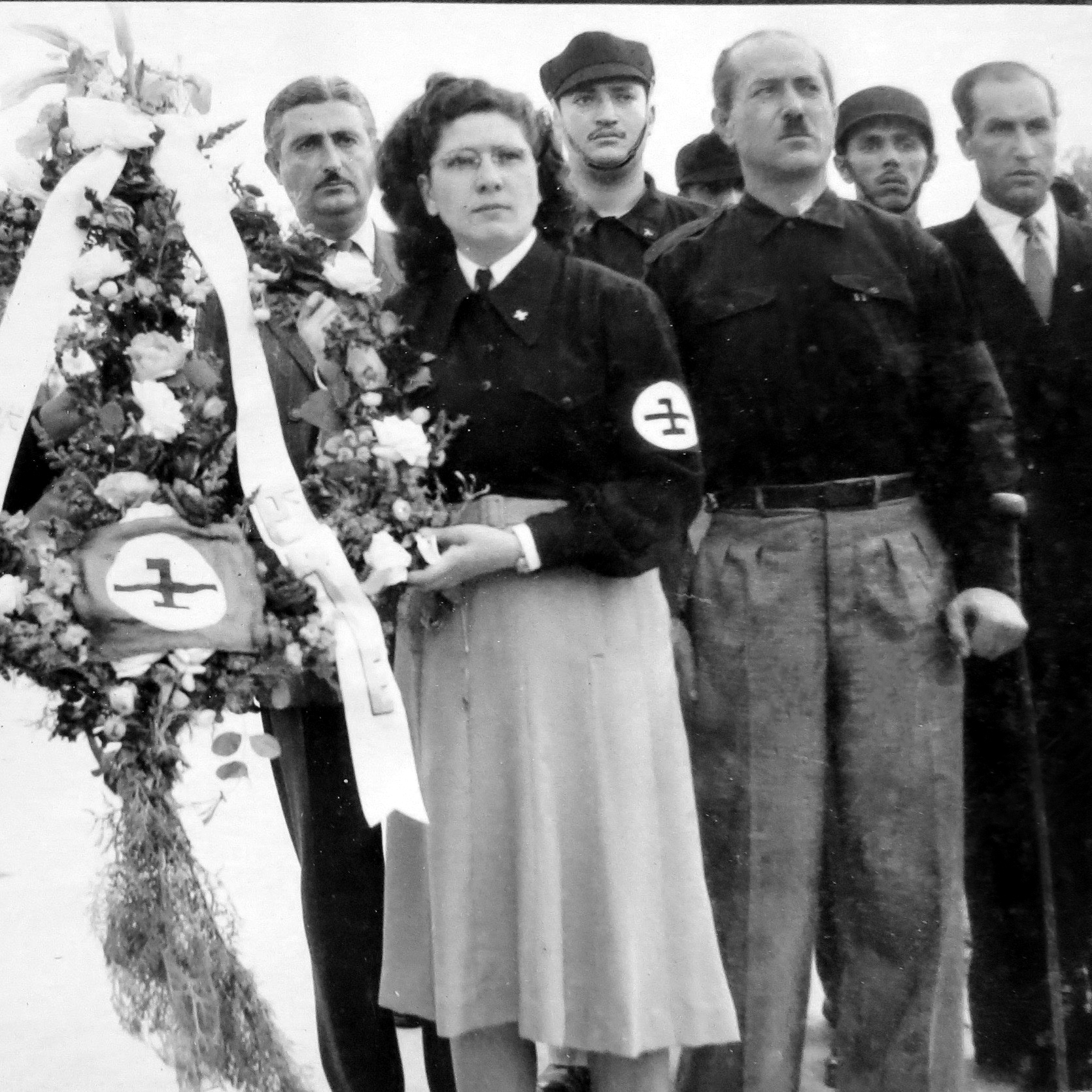

- نشان‌ها:[۱۸]

نشان شاخهٔ جوانان
نشان گروه حمله
نشان گروه فنی
نشان رهبری